# Liliʻuokalani de Hawái

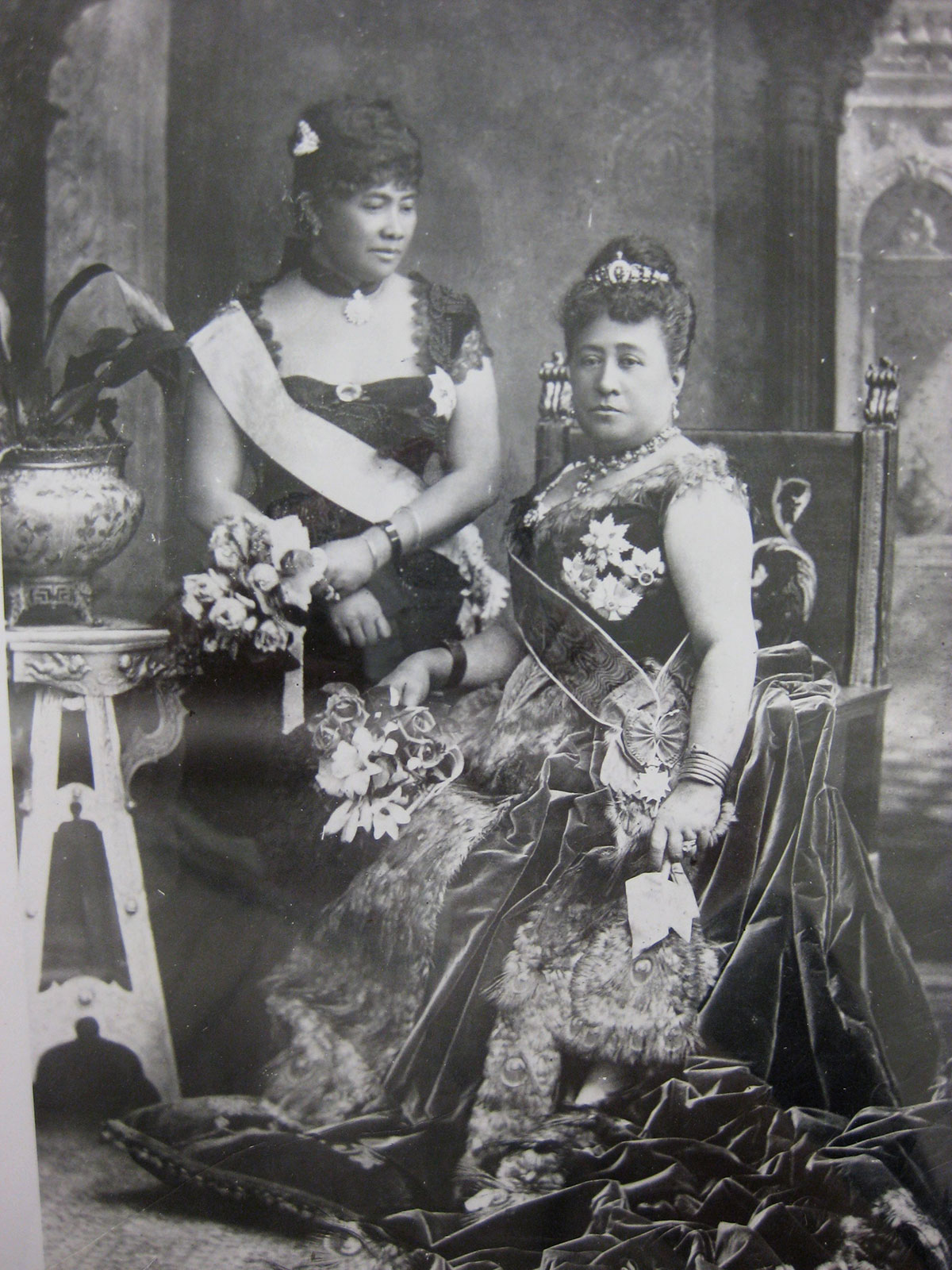
Liliʻuokalani de Hawái con su cuñada, la Reina Kapiʻolani, en el Jubileo de oro de la reina Victoria del Reino Unido.

Liliʻuokalani de Hawái (Honolulu, 2 de septiembre de 1838 - Honolulu, 11 de noviembre de 1917), antes de nombre Lydia Kamakaʻeha, también conocida como Lydia Kamakaʻeha Pākī, con el nombre real que eligió de Liliʻuokalani, y después Lydia K. Dominis, fue la última monarca del Reino de Hawái.

## Primeros años
Era la cuarta hija, y la mayor de las mujeres, de los Grandes Jefes César Kapaʻakea y Analea Keohokālole de Kauaʻi. Familiarmente, era llamada Lilino.
Su nombre significa "La Conservación de los Cielos".

## Ascenso al trono
El 16 de septiembre de 1862, contrajo matrimonio con John Owen Dominis, que sería gobernador de Oʻahu y Maui. No tuvieron descendencia. La heredera de Liliʻuokalani durante muchos años fue su sobrina Victoria Kaʻiulani (1875-1899), aunque Kaʻiulani falleció antes que ella.
Durante casi un año entero (1881), año el que su hermano realizó un viaje a través del mundo como rey (el primer monarca que lo hizo en la historia de toda la realeza mundial), Liliʻuokalani realizó las funciones de Regente del Reino de Hawái.
Liliʻuokalani heredó el trono de su hermano Kalākaua el 29 de enero de 1891. Poco después de subir al poder, intentó derogar la Constitución Bayoneta vigente y elaborar un borrador de una nueva constitución que devolviera el poder a la monarquía.
La reina inauguró el Jardín Botánico Liliʻuokalani.

## Conflicto con los residentes extranjeros
Los súbditos americanos y europeos del Reino de Hawái, ante la amenaza de la eliminación del sufragio de la Constitución (sufragio que sólo les permitía votar a ellos) propuesta por la reina, afirmaron que ésta había "abdicado virtualmente" al intentar subvertir la constitución, por lo que planearon derrocarla. Además de la amenaza de pérdida del sufragio, los intereses comerciales del reino estaban amenazados por la eliminación de los aranceles extranjeros del mercado americano del azúcar, a causa de la Ley McKinley que, en efecto, eliminaba el estatus de privilegio del azúcar hawaiano basándose en el acuerdo de reciprocidad y contemplaba la posibilidad de anexión a Estados Unidos (y disfrutar así de los mismos beneficios para el azúcar que los productores nacionales) como una consecuencia favorable para poner fin a la monarquía.

## Derrocamiento y proclamación de la República
Durante el derrocamiento de 1893 el ministro (embajador) estadounidense de Hawái de la época, John L. Stevens, pidió a las tropas en tierra del U.S.S. Boston que protegieran los negocios y propiedades estadounidenses. S.M. la Reina fue depuesta el 17 de enero de 1893, constituyéndose un gobierno provisional. 
El gobierno de Grover Cleveland encargó el Informe Blount y según sus conclusiones determinó que el derrocamiento de Liliʻuokalani había sido ilegal, ofreciéndole a S.M. el 16 de noviembre de 1893 devolverle el trono si le concedía la amnistía a todos los responsables. En un primer momento se negó, afirmando según las crónicas que haría que les decapitaran -aunque negó esa acusación en concreto, sí admitió que quería que sufrieran el castigo de la muerte-. Ante este desarrollo de los acontecimientos, el entonces presidente Grover Cleveland remitió el documento al Congreso de los Estados Unidos. 
Aunque cambió de opinión el 18 de diciembre de 1893 y el ministro estadounidense Willis pidió al Gobierno Provisional que la rehabilitaran, éstos se negaron. El Congreso respondió a la recomendación de Cleveland con otra investigación, que el Senado de los Estados Unidos presentó como el Informe Morgan el 26 de febrero de 1894, en el que exoneraba tanto al ministro Stevens como a las tropas estadounidenses de toda responsabilidad en el derrocamiento. El 4 de julio de 1894, se proclamó la República de Hawái siendo Sanford Ballard Dole, uno de los primeros en pedir la abolición de la institución monárquica, su presidente. El gobierno de los Estados Unidos la reconoció inmediatamente.

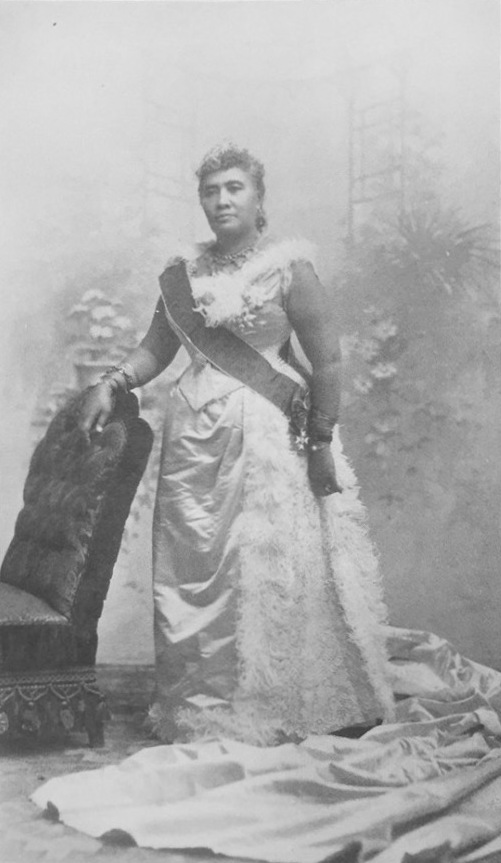
Su Majestad Liliʻuokalani, última Reina de Hawái.

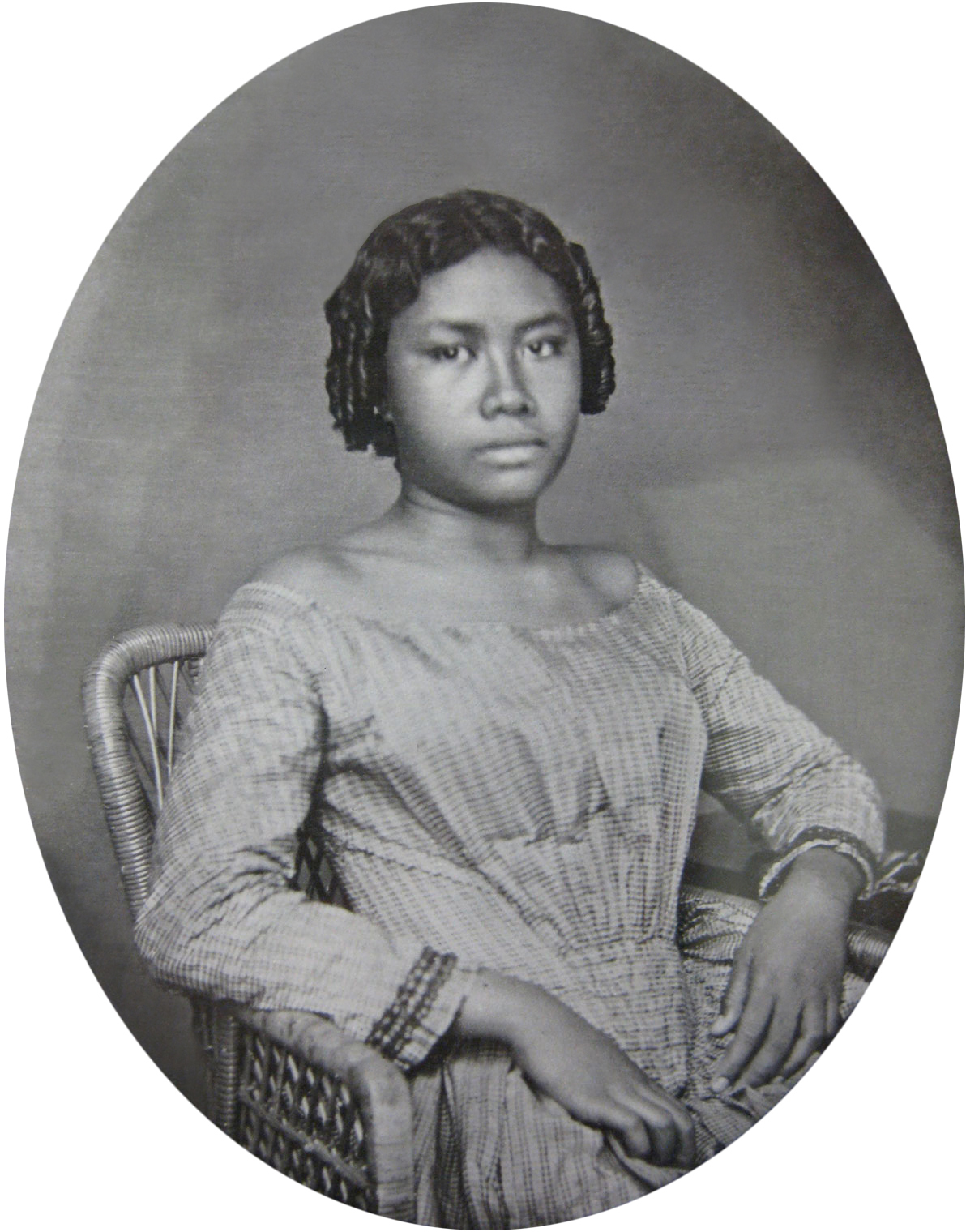
Liliʻuokalani en su juventud.

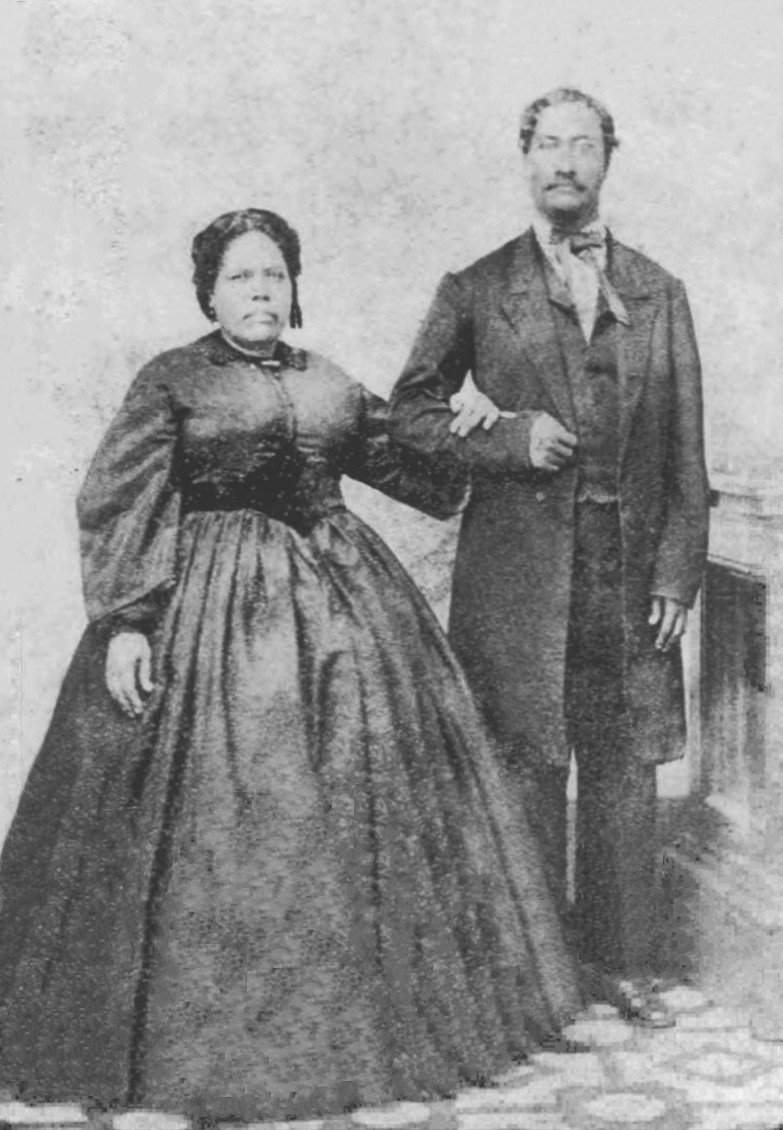
Los Grandes Jefes César y Analea, padres biológicos de Liliʻuokalani.

## Reclusión y últimos años
El 16 de enero de 1895, Liliʻuokalani fue arrestada (días después de la rebelión fallida encabezada por Robert Wilcox) al encontrarse armas de fuego en los jardines de su residencia, hecho del que negó tener conocimiento. Fue condenada a cinco años de trabajos forzados en la cárcel y se le impuso una multa de 5000 dólares, pero la pena se le conmutó por el confinamiento en uno de los dormitorios superiores del Palacio ʻIolani hasta su liberación en 1896 con el establecimiento de la República de Hawái. 
Al fracasar sus intentos por recuperar el trono, presentó sin éxito una demanda en contra del gobierno federal por unas pérdidas totales de 450 000 dólares en concepto de propiedades, reclamando a título personal las tierras de la corona. La asamblea legislativa territorial de Hawái votó finalmente a favor de la concesión de una pensión anual de 4000 dólares permitiéndosele percibir las rentas de una plantación de azúcar de 6000 acres (24 km²). 
Se instaló en Washington Place, donde residió como ciudadana anónima hasta su muerte en 1917 por complicaciones a causa de una apoplejía. Tal y como se esperaba, Hawái se anexionó a los Estados Unidos mediante una resolución conjunta del Congreso estadounidense de 1898.
Liliʻuokalani era una autora y compositora de gran talento. Su libro, Hawaii's Story by Hawaii's Queen, narraba la historia de su país. Entre sus composiciones musicales más conocidas se encuentra el himno "Aloha ʻOe" (conocido también como "Farewell to Thee"), que compuso durante su arresto domiciliario.
Con ella acabó la monarquía hawaiana.
En 2024 fue incluida en el calendario de santos de la Comunión anglicana. Su festividad es el 29 de enero.

## Patronazgos
Ostentó la Presidencia de Honor de diversas entidades de interés social, tales como: 
- Sociedad Educativa Liliʻuokalani (1886-1895).
- Sociedad Benéfica Fort-street.
- Sociedad de Amigos de los Extranjeros.
- Consejo de Mujeres Misioneras, etc.[4]

Fue patrona de:
- Sociedad Polinesia (con sede en Nueva Zelanda).[5]

## Distinciones honoríficas

### Distinciones honoríficas hawaianas
- Medalla Conmemorativa de la Elección del Rey Kalākaua (12/02/1874).
- Dama Gran Cruz de la Real Orden de Kamehameha I (04/02/1879).
- Dama Gran Cruz de la Real Orden de Kalākaua I (04/02/1879).
- Dama Gran Cruz la Real Orden de la Corona de Hawái (12/02/1883).
- Medalla de la Coronación del Rey Kalākaua (12/02/1883).
- Medalla Conmemorativa del Jubileo del Rey Kalākaua (12/02/1884).
- Dama Gran Cruz de la Real Orden de la Estrella de Oceanía (1887).
- Soberana Gran Maestre de la Real Orden de Kapiʻolani (29/01/1891).

### Distinciones honoríficas extranjeras
- Medalla Conmemorativa del Jubileo de Oro de la Reina Victoria (Reino Unido, 20/06/1887).
- Dama Gran Cordón de la Orden de la Preciosa Corona (Imperio de Japón, 1890).

## Ancestros
|  |                                                  |  |  |  |  |  |  |  |  |  |  |  |  |  |  |  |
|  | 16. Gran Jefe Kameʻeiamoku de Kauaʻi             |  |  |  |  |  |  |  |  |  |  |  |  |  |  |  |
|  |                                                  |  |  |  |  |  |  |  |  |  |  |  |  |  |  |  |
|  |                                                  |  |  |  |  |  |  |  |  |  |  |  |  |  |  |  |
|  | 8. Gran Jefe Kepoʻokalani de Kauaʻi              |  |  |  |  |  |  |  |  |  |  |  |  |  |  |  |
|  |                                                  |  |  |  |  |  |  |  |  |  |  |  |  |  |  |  |
|  |                                                  |  |  |  |  |  |  |  |  |  |  |  |  |  |  |  |
|  | 17. Gran Jefa Kamakaeheikuli de Kohala           |  |  |  |  |  |  |  |  |  |  |  |  |  |  |  |
|  |                                                  |  |  |  |  |  |  |  |  |  |  |  |  |  |  |  |
|  |                                                  |  |  |  |  |  |  |  |  |  |  |  |  |  |  |  |
|  | 4. Gran Jefe Kamanawa II de Kauaʻi               |  |  |  |  |  |  |  |  |  |  |  |  |  |  |  |
|  |                                                  |  |  |  |  |  |  |  |  |  |  |  |  |  |  |  |
|  |                                                  |  |  |  |  |  |  |  |  |  |  |  |  |  |  |  |
|  | 18. Gran Jefe KalaninuiʻIamamao de Kaʻū          |  |  |  |  |  |  |  |  |  |  |  |  |  |  |  |
|  |                                                  |  |  |  |  |  |  |  |  |  |  |  |  |  |  |  |
|  |                                                  |  |  |  |  |  |  |  |  |  |  |  |  |  |  |  |
|  | 9. Gran Jefa Alapaʻiwahine de Kaʻū               |  |  |  |  |  |  |  |  |  |  |  |  |  |  |  |
|  |                                                  |  |  |  |  |  |  |  |  |  |  |  |  |  |  |  |
|  |                                                  |  |  |  |  |  |  |  |  |  |  |  |  |  |  |  |
|  | 19. Gran Jefa Kaoʻlanialiʻi de Kaʻū              |  |  |  |  |  |  |  |  |  |  |  |  |  |  |  |
|  |                                                  |  |  |  |  |  |  |  |  |  |  |  |  |  |  |  |
|  |                                                  |  |  |  |  |  |  |  |  |  |  |  |  |  |  |  |
|  | 2. Gran Jefe César Kaluaiku Kapaʻakea de Kauaʻi  |  |  |  |  |  |  |  |  |  |  |  |  |  |  |  |
|  |                                                  |  |  |  |  |  |  |  |  |  |  |  |  |  |  |  |
|  |                                                  |  |  |  |  |  |  |  |  |  |  |  |  |  |  |  |
|  | 20. Gran Jefe Kaʻihelemoana                      |  |  |  |  |  |  |  |  |  |  |  |  |  |  |  |
|  |                                                  |  |  |  |  |  |  |  |  |  |  |  |  |  |  |  |
|  |                                                  |  |  |  |  |  |  |  |  |  |  |  |  |  |  |  |
|  | 10. Gran Jefe Kanepawale                         |  |  |  |  |  |  |  |  |  |  |  |  |  |  |  |
|  |                                                  |  |  |  |  |  |  |  |  |  |  |  |  |  |  |  |
|  |                                                  |  |  |  |  |  |  |  |  |  |  |  |  |  |  |  |
|  | 21. Gran Jefa Kaʻopa                             |  |  |  |  |  |  |  |  |  |  |  |  |  |  |  |
|  |                                                  |  |  |  |  |  |  |  |  |  |  |  |  |  |  |  |
|  |                                                  |  |  |  |  |  |  |  |  |  |  |  |  |  |  |  |
|  | 5. Gran Jefa Kamokuiki                           |  |  |  |  |  |  |  |  |  |  |  |  |  |  |  |
|  |                                                  |  |  |  |  |  |  |  |  |  |  |  |  |  |  |  |
|  |                                                  |  |  |  |  |  |  |  |  |  |  |  |  |  |  |  |
|  | 22. Gran Jefe Kaʻehunuiamamaliʻi                 |  |  |  |  |  |  |  |  |  |  |  |  |  |  |  |
|  |                                                  |  |  |  |  |  |  |  |  |  |  |  |  |  |  |  |
|  |                                                  |  |  |  |  |  |  |  |  |  |  |  |  |  |  |  |
|  | 11. Gran Jefa Uaua                               |  |  |  |  |  |  |  |  |  |  |  |  |  |  |  |
|  |                                                  |  |  |  |  |  |  |  |  |  |  |  |  |  |  |  |
|  |                                                  |  |  |  |  |  |  |  |  |  |  |  |  |  |  |  |
|  | 23. Gran Jefa Koʻi                               |  |  |  |  |  |  |  |  |  |  |  |  |  |  |  |
|  |                                                  |  |  |  |  |  |  |  |  |  |  |  |  |  |  |  |
|  |                                                  |  |  |  |  |  |  |  |  |  |  |  |  |  |  |  |
|  | 1. Liliʻuokalani de Hawái                        |  |  |  |  |  |  |  |  |  |  |  |  |  |  |  |
|  |                                                  |  |  |  |  |  |  |  |  |  |  |  |  |  |  |  |
|  |                                                  |  |  |  |  |  |  |  |  |  |  |  |  |  |  |  |
|  | 24. Gran Jefe Kameʻeiamoku de Kauaʻi (= 16)      |  |  |  |  |  |  |  |  |  |  |  |  |  |  |  |
|  |                                                  |  |  |  |  |  |  |  |  |  |  |  |  |  |  |  |
|  |                                                  |  |  |  |  |  |  |  |  |  |  |  |  |  |  |  |
|  | 12. Gran Jefe Kepoʻokalani de Kauaʻi (= 8)       |  |  |  |  |  |  |  |  |  |  |  |  |  |  |  |
|  |                                                  |  |  |  |  |  |  |  |  |  |  |  |  |  |  |  |
|  |                                                  |  |  |  |  |  |  |  |  |  |  |  |  |  |  |  |
|  | 25. Gran Jefa Kamakaeheikuli de Kohala (= 17)    |  |  |  |  |  |  |  |  |  |  |  |  |  |  |  |
|  |                                                  |  |  |  |  |  |  |  |  |  |  |  |  |  |  |  |
|  |                                                  |  |  |  |  |  |  |  |  |  |  |  |  |  |  |  |
|  | 6. Gran Jefe ʻAikanaka de Kauaʻi                 |  |  |  |  |  |  |  |  |  |  |  |  |  |  |  |
|  |                                                  |  |  |  |  |  |  |  |  |  |  |  |  |  |  |  |
|  |                                                  |  |  |  |  |  |  |  |  |  |  |  |  |  |  |  |
|  | 26. Gran Jefe Keaweaheulu de Waiʻanae            |  |  |  |  |  |  |  |  |  |  |  |  |  |  |  |
|  |                                                  |  |  |  |  |  |  |  |  |  |  |  |  |  |  |  |
|  |                                                  |  |  |  |  |  |  |  |  |  |  |  |  |  |  |  |
|  | 13. Princesa Keohohiwa de Hilo                   |  |  |  |  |  |  |  |  |  |  |  |  |  |  |  |
|  |                                                  |  |  |  |  |  |  |  |  |  |  |  |  |  |  |  |
|  |                                                  |  |  |  |  |  |  |  |  |  |  |  |  |  |  |  |
|  | 27. Reina Ululani Nui de Hilo                    |  |  |  |  |  |  |  |  |  |  |  |  |  |  |  |
|  |                                                  |  |  |  |  |  |  |  |  |  |  |  |  |  |  |  |
|  |                                                  |  |  |  |  |  |  |  |  |  |  |  |  |  |  |  |
|  | 3. Gran Jefa Analea Keohokālole de Kauaʻi        |  |  |  |  |  |  |  |  |  |  |  |  |  |  |  |
|  |                                                  |  |  |  |  |  |  |  |  |  |  |  |  |  |  |  |
|  |                                                  |  |  |  |  |  |  |  |  |  |  |  |  |  |  |  |
|  | 28. Gran Jefe Kamakakaualiʻi de la Isla de Hawái |  |  |  |  |  |  |  |  |  |  |  |  |  |  |  |
|  |                                                  |  |  |  |  |  |  |  |  |  |  |  |  |  |  |  |
|  |                                                  |  |  |  |  |  |  |  |  |  |  |  |  |  |  |  |
|  | 14. Gran Jefe Kahoalani Eia de la Isla de Hawái  |  |  |  |  |  |  |  |  |  |  |  |  |  |  |  |
|  |                                                  |  |  |  |  |  |  |  |  |  |  |  |  |  |  |  |
|  |                                                  |  |  |  |  |  |  |  |  |  |  |  |  |  |  |  |
|  | 29. Gran Jefa Kapalaoa                           |  |  |  |  |  |  |  |  |  |  |  |  |  |  |  |
|  |                                                  |  |  |  |  |  |  |  |  |  |  |  |  |  |  |  |
|  |                                                  |  |  |  |  |  |  |  |  |  |  |  |  |  |  |  |
|  | 7. Gran Jefa Kamaʻeokalani de la Isla de Hawái   |  |  |  |  |  |  |  |  |  |  |  |  |  |  |  |
|  |                                                  |  |  |  |  |  |  |  |  |  |  |  |  |  |  |  |
|  |                                                  |  |  |  |  |  |  |  |  |  |  |  |  |  |  |  |
|  | 30. Príncipe Ahaula de la Isla de Hawái          |  |  |  |  |  |  |  |  |  |  |  |  |  |  |  |
|  |                                                  |  |  |  |  |  |  |  |  |  |  |  |  |  |  |  |
|  |                                                  |  |  |  |  |  |  |  |  |  |  |  |  |  |  |  |
|  | 15. Gran Jefa Keakaula de la Isla de Hawái       |  |  |  |  |  |  |  |  |  |  |  |  |  |  |  |
|  |                                                  |  |  |  |  |  |  |  |  |  |  |  |  |  |  |  |
|  |                                                  |  |  |  |  |  |  |  |  |  |  |  |  |  |  |  |
|  | 31. Princesa Kawehe de la Isla de Hawái          |  |  |  |  |  |  |  |  |  |  |  |  |  |  |  |
|  |                                                  |  |  |  |  |  |  |  |  |  |  |  |  |  |  |  |
|  |                                                  |  |  |  |  |  |  |  |  |  |  |  |  |  |  |  |

| Predecesor: Kalākaua | Reina de Hawái 1891 - 1893 | Sucesor: Presidente Sanford Ballard Dole (Fin de la Monarquía) |

## En la cultura popular
- La historia de Liliʻuokalani inspiró a Paul Abraham para componer su opereta La flor de Hawái (1931).
- La actriz hawaiana Leo Anderson Akana interpretó a la reina en el film Princesa Kaiulani (2009).
- La cantante australiana Kate Ceberano interpretó a la entonces princesa heredera en el film Molokai: The Story of Father Damien (1999) sobre la vida del Padre Damián.

Numerosos lugares fueron nombrados en su honor:
- "Queen Liliʻuokalani", un antiguo Boeing 737-297 de la aerolínea Aloha Airlines, número N73711.
- "Queen Liliʻuokalani Center for Studies Services", un edificio en la Universidad de Hawái, en el campus Manoa.
- "Liliʻuokalani Botanical Garden", un jardín botánico.
- "Liliuokalani Park and Gardens", un parque con sus jardines.
- "Queen Liliʻuokalani Freeway", una autopista.
- "Queen Lydia Liliʻuokalani Elementary School", una escuela en Kaimuki, Hawái, fundada en 1912 y clausurada en 2011.
- "Queen Liliʻuokalani Children's Center", una fundación privada dedicada al bienestar de los niños huérfanos.